# Rivière des Pointes
Pour les articles homonymes, voir Pointe.
 (août 2022).
- Si vous ne connaissez pas le sujet, laissez ce bandeau (vous pouvez alors contacter les auteurs).
- Si vous supprimez le contenu mis en cause (vous pouvez préalablement contacter les auteurs),

argumentez précisément cette suppression dans la page de discussion
(un manque de référence n'est pas un argument ; une recherche réelle de référence doit avoir été effectuée, être formellement documentée).
La rivière des Pointes est un affluent du lac de l'Est, coulant entièrement dans la municipalité de Mont-Carmel, dans le Kamouraska, dans la région administrative du Bas-Saint-Laurent, au Québec, au Canada.
Son cours coule entièrement en région forestière dans une vallée enclavée de montagnes.
La partie supérieure du bassin versant de la rivière des Pointes est accessible par la route de la Traverse de Sainte-Perpétue et la partie inférieure par quelques routes forestières.

## Géographie
La rivière des Pointes prend sa source à l’embouchure du Lac Perdu (longueur : 0,7 km ; altitude : 473 m), dans les monts Notre-Dame, dans la municipalité de Mont-Carmel. Ce lac est situé du côté sud-est de la ligne de départage des eaux ; le lac des Cinq Milles est située sur le versant opposé, soit du côté nord-ouest. Ce dernier constitue la tête du segment de rivière nommé « Tête de la rivière Chaude » lequel forme la partie supérieure de la rivière Chaude.
Cette source est située à :
- 12,9 km au nord-ouest de la frontière entre le Québec et le Maine ;
- 8,3 km au nord-ouest de la confluence de la rivière des Pointes ;
- 25,4 km au sud-ouest du centre du village de Mont-Carmel.

À partir de la source en montagne, la rivière des Pointes coule sur 14,3 km comme suit :
- 1,2 km vers le sud-est dans Mont-Carmel, jusqu’à la décharge (venant du nord) du Lac Didier ;
- 2,8 km vers le sud-est, jusqu’à la décharge (venant de l’ouest) du Lac de la Grosse Truite ;
- 3,5 km vers le sud-est, jusqu’à un ruisseau (venant du sud) ;
- 6,8 km vers le nord-est, en passant entre deux montagnes (altitude de 576 m pour le sommet du côté nord ; altitude de 459 m pour le sommet du côté sud) ; puis en serpentant dans une plaine sur 2,4 km en fin de segment, jusqu’à la confluence de la rivière[1].

La rivière des Pointes se déverse sur la rive ouest du lac de l'Est. Ce dernier constitue la tête de la rivière Chimenticook laquelle coule vers le sud-est jusqu’à la rive nord du Fleuve Saint-Jean. Ce dernier coule à son tour vers l’est dans le Maine, puis vers le sud-est en traversant tout le Nouveau-Brunswick. Il se déverse sur la rive nord de la baie de Fundy laquelle s’ouvre vers le sud-ouest sur l’océan Atlantique.
La confluence de la rivière des Pointes est située à :
- 36,3 km au sud du centre du village de Mont-Carmel ;
- 22,4 km au nord-ouest de la confluence de la rivière Chimenticook ;
- 4,7 km au nord-ouest de l’embouchure du Lac de l'Est ;
- 11,2 km au nord-ouest de la frontière canado-américaine.

## Toponymie
Le toponyme « rivière des Pointes » a été officialisé le 5 décembre 1968 à la Commission de toponymie du Québec.